# Lliures
Lliures (‘Libres’ en castellano) es un partido político español de ámbito catalán fundado en junio de 2017 por exmiembros de los desaparecidos Convergència Democràtica de Catalunya y de Unió Democràtica de Catalunya, encabezados por Antoni Fernández Teixidó, elegido en su primer congreso como presidente del partido, y por Roger Montañola, elegido miembro del comité ejecutivo. Se define como un partido liberal y catalanista contrario a la independencia de Cataluña. «Somos un instrumento modesto pero importante para configurar una alternativa catalanista a la independencia», proclamó en octubre de 2018 su líder Fernández Teixidó.

## Historia
En abril de 2017 Lliures celebró una conferencia preliminar a la que asistieron unas 400 personas. Dos meses después, el 16 de junio, tuvo lugar el congreso fundacional en el que resultó elegido como primer presidente del partido el exconvergente Antoni Fernández Teixidó.
Lliures se planteó presentarse a las elecciones autonómicas del 21 de diciembre de 2017 pero finalmente no lo hizo, a pesar de haber conseguido los avales correspondientes para poderse presentar en las cuatro circunscripciones.
En octubre de 2018 Lliures hizo un llamamiento al Partit dels Socialistes de Catalunya (PSC) y a Units per Avançar ―este último integrado en la candidatura del PSC en las últimas elecciones autonómicas― para formar un «frente catalanista» antiindependentista. Sin embargo, ninguno de los dos partidos se mostró favorable a la propuesta.
De cara a las elecciones municipales de mayo de 2019 en Barcelona, Lliures decidió el 22 de enero de dicho año integrarse dentro de la plataforma electoral «Barcelona capital europea» presentada por Manuel Valls, apoyada también por Ciudadanos. Sin embargo, no se sumó a la iniciativa de Valls de acudir a la manifestación del 10 de febrero en defensa de la "unidad de España" convocada en Madrid por el PP, Ciudadanos y VOX. El 23 de abril se anunció la dimisión de Teixidó como presidente del partido, en desacuerdo con la baja presencia de representantes de Lliures en la lista electoral de Valls.
Parece ser que a falta de confirmación oficial Valents, Centrats per Tarragona y Lliures se van a presentar unidos a Elecciones municipales de Cataluña de 2023.